# Галчанський Сергій Дмитрович
Сергій Дмитрович Галчанський (нар. 21 листопада 1954, Запоріжжя) — живописець і графік. Член НСХУ (1988).
Викладач кафедри живопису Київської державної академії декоративно-прикладного мистецтва і дизайну імені Михайла Бойчука.

## Життєпис
Закінчив Київський художній інститут (1983; викладач Віктор Шаталін), навчався у творчих майстернях Академії мистецтв СРСР у Києві (керівники Тетяна Голембієвська, Сергій Григор'єв). Від 2000 — викладач кафедри рисунка та живопису Київської дитячої Академії мистецтв. Учасник республіканських (від 1977), всесоюзних (від 1983) та міжнародних (від 1992) художніх виставок. Персональна виставка — у Києві (1997).

## Творчість
Основні роботи — у галузях станкового живопису та графіки. У творах Сергія Галчанського відтворено образно-пластичне бачення світу, естетичну систему, де красу природи й людини виражено у вишуканому колористичному розмаїтті. Для творчості характерні невимушеність, витончений малюнок, ясність композиційної побудови, досконале володіння прийомами, що дозволяють передати внутрішній стан людини. Роботи зберігаються у Київському музеї російського мистецтва, Полтавському художньому музеї, Шевченківському національному заповіднику у Каневі, музеях Казахстану.

## Твори (до 2006)
графіка
- «Прага. Карлів міст» (1983)
- «Нічне буріння» (1985)
- «Старий Поділ», «Андріївська церква» (обидва — 1990)
- «Полтавські далі» (1991)
- «Урок малювання» (1996)
- серія «Пам'ятні будинки Києва» (1989)

живопис
- «Весна у місті», «Акваріум» (обидва — 1989)
- «Біля криниці» (1990)
- «Запах трав», «Пам'яті М. Бойчука, В. Седляра, І. Падалки», «П. Брейгель» (усі — 1991)
- «Космічний пейзаж» (1993)
- «Вечірня тиша», «Латориця», «Два дерева», «Кургани» (усі — 1994)
- «Човен», «Коні», «Подорож» (усі — 1995)
- «Михайлівський Золотоверхий собор», «Лавра. Дальні печери» (обидва — 2001)
- «Затемнення сонця», «Літо» (обидва — 2002)
- «Школа українських монументалістів М. Бойчука», «Києво-Печерська лавра», «Лаврські печери» (усі — 2003)
- «Пам'ятник Маґдебурзькому праву у Києві» (2004).

## Біда
За повідомленням доньки Анастасії, 14 квітня 2018 року Сергій Дмитрович відвідував могили на кладовищі у Боярці. Біля 14:30 при поверненні до Києва на платформі електрички станції Боярка при початку руху поїзда впав між пероном і вагоном, і ноги потрапили під поїзд.
У лікарні Боярки (Центральна районна лікарня Києво-Святошинського району, Боярка, вул. Соборності, 51) ампутовано дві ноги нижче коліна.
20 квітня переведено у лікарню до Києва. За останніми повідомленнями, 22 квітня (у фейсбуці) та 4 травня (телефоном), стан Сергія Дмитровича тяжкий, але стабільний.

## Сім'я
- Брат Олександр Галчанський, член НСХУ (з 1989)[3]
- Дружина, Валентина Сергіївна Грош[4]
- Доньки, Катерина Галчанська, Анастасія Галчанська-Богдан